# 屏山文物徑

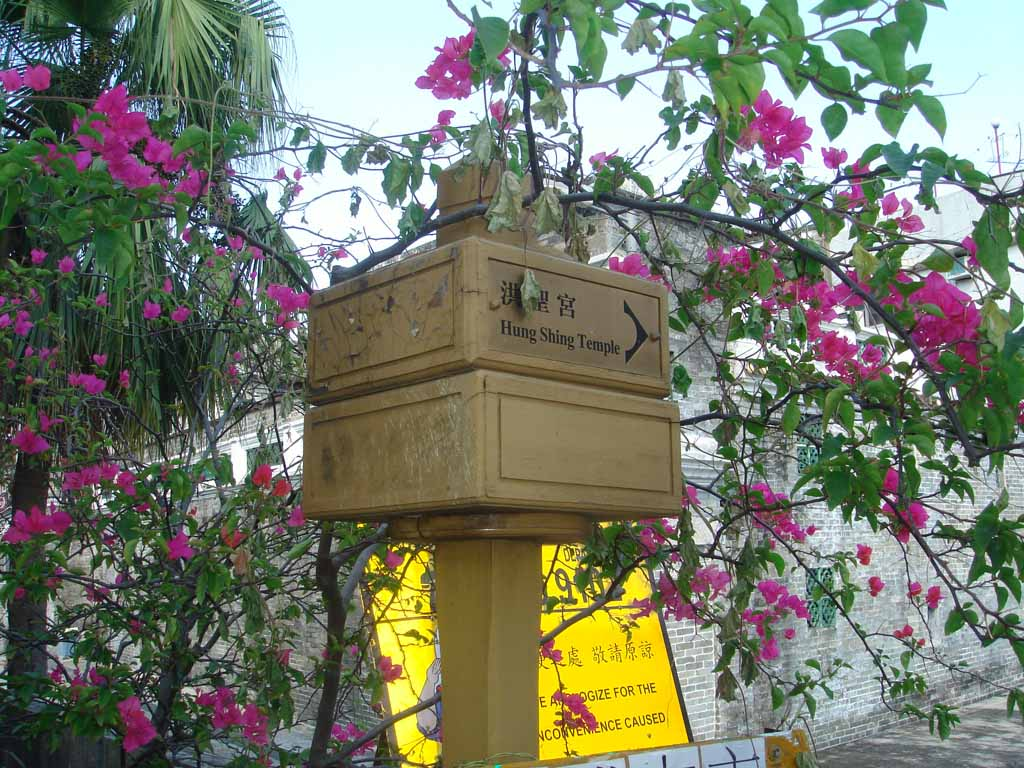
屏山文物徑路標

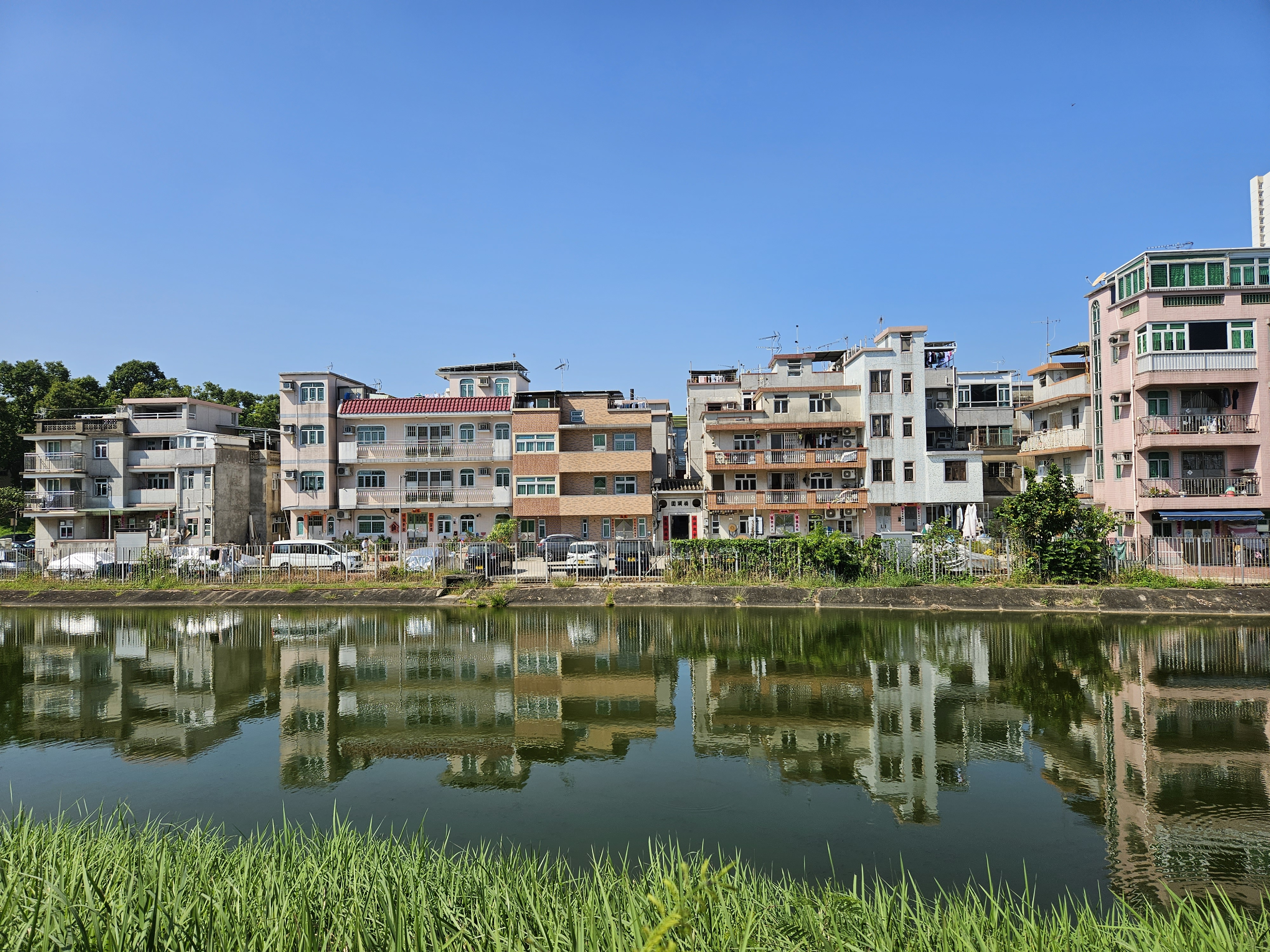
橋頭圍

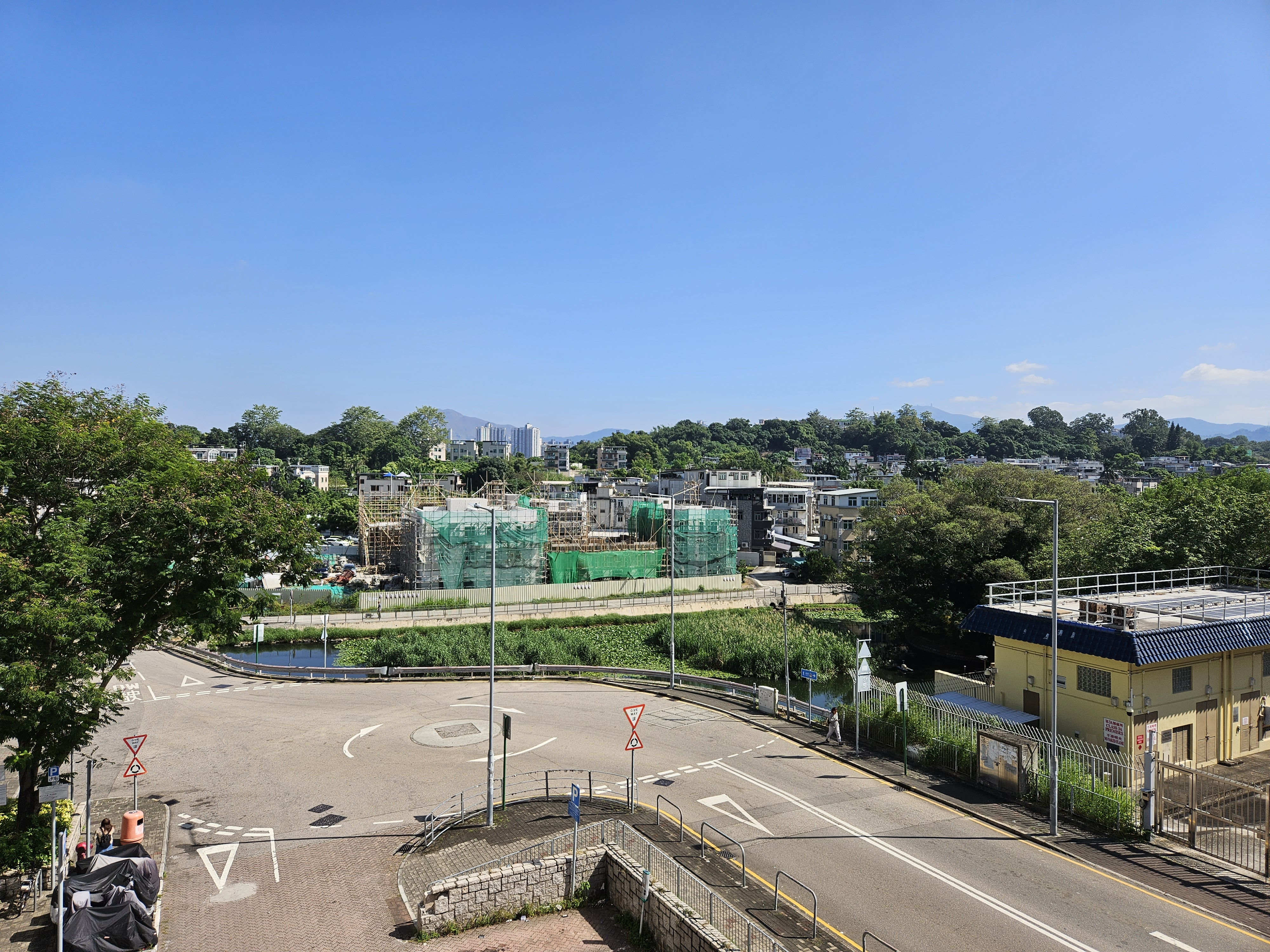
上璋圍

屏山文物徑位於香港新界元朗區屏山鄉，環繞坑頭村、坑尾村、塘坊村、屏山新村、洪屋村、橋頭圍、灰沙圍及上璋圍，長約1.6公里，途經多座典型中國傳統建築物，是香港第一條文物徑。

## 歷史
新界五大家族之一的鄧氏家族早在12世紀時已定居於此。
屏山文物徑可說是香港歷史最悠久的地方之一，它讓我們了解中國傳統圍村的建築格局， 屏山鄉毗鄰天水圍，東連元朗市，由三圍六村組成。自1216年(宋代)開始，原定居於錦田的鄧族一支鄧元禎遷居於屏山。由於北臨深灣，南依屏山，土地肥沃，出產的稻米，甘蔗和甜薯非常著名，故有“屏山具江南水鄉之勝”之說
在古物諮詢委員會建議下，經古物古蹟辦事處和建築署數年籌備安排，屏山文物徑於1993年12月12日由當年香港總督彭定康主持開幕，並為香港首條文物徑。文物徑的設立費用由香港賽馬會及衞奕信勳爵文物信託基金贊助，工程由建築署負責，並得到屏山鄧族的支援。2007年，古物古蹟辦事處與屏山鄧族合作，將建於1899年的屏山警署改建成屏山鄧族文物館暨文物徑訪客中心，展出屏山鄧族的珍貴文物，並由村民親身訴說他們的歷史風俗及文化生活。被古物古蹟辦事處列入屏山文物徑的文物共有12項，包括：
- 上璋圍（古老圍村，有200年歷史）
- 楊侯古廟（數百年歷史）
- 古井（200年前已經存在）
- 社壇（數百年歷史）
- 鄧氏宗祠（香港最大的祠堂之一，700年歷史，為香港法定古蹟）
- 愈喬二公祠（逾500年歷史，為香港法定古蹟）
- 覲廷書室（古時為村中子弟準備科舉考試的書室）
- 洪聖宮（建於清朝，逾200年歷史）
- 清暑軒（逾100年歷史）
- 屏山鄧族文物館（由1899年落成的舊屏山警署改建而成）
- 述卿書室古門樓

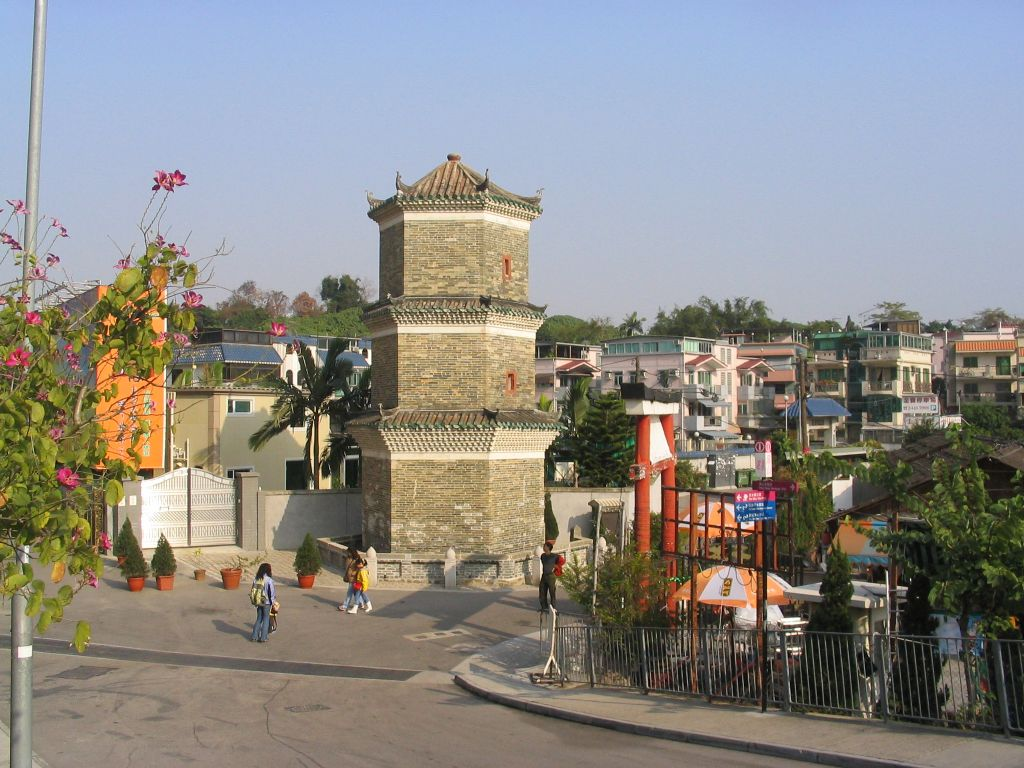
聚星樓
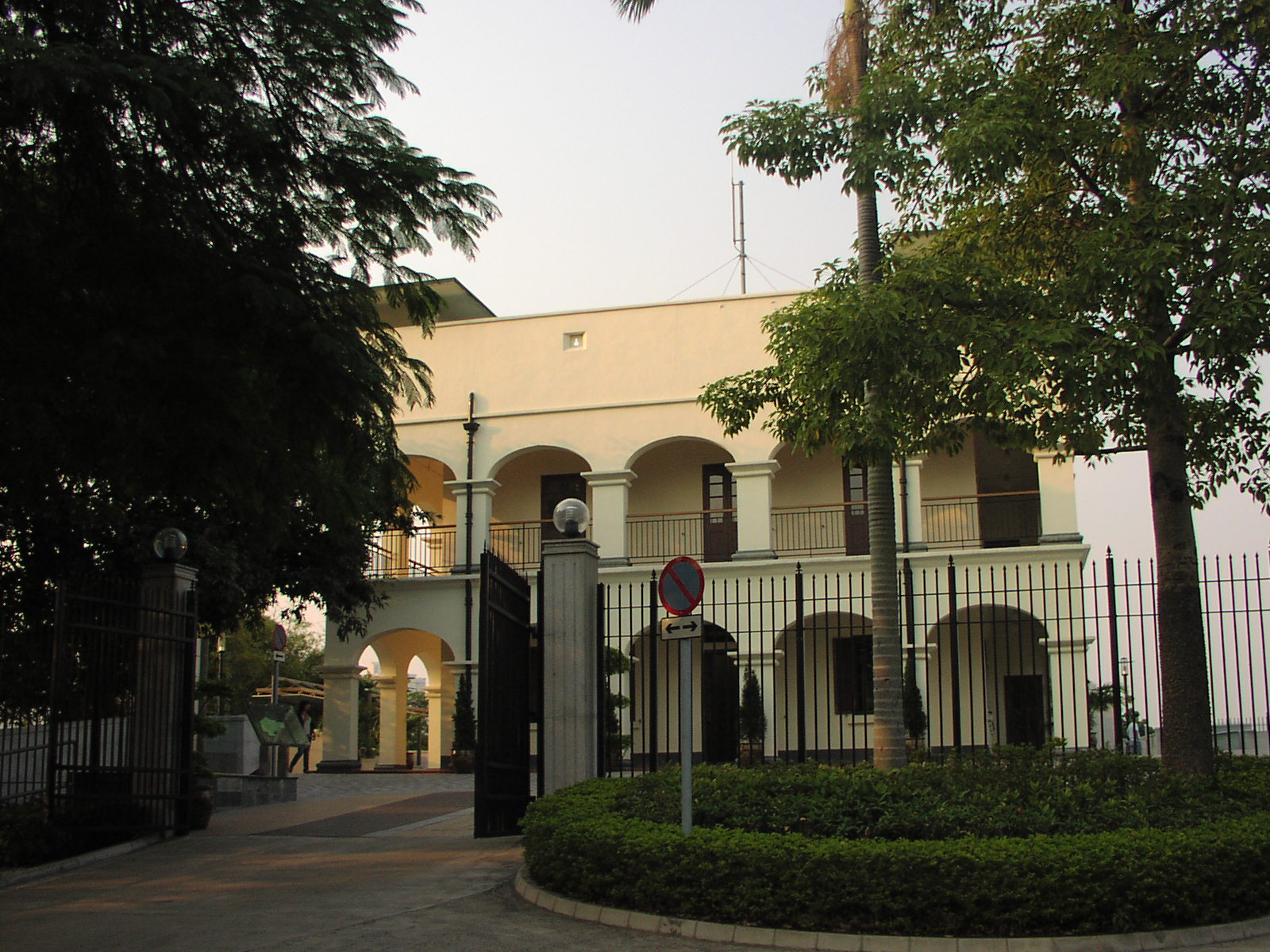
屏山鄧族文物館暨文物徑訪客中心
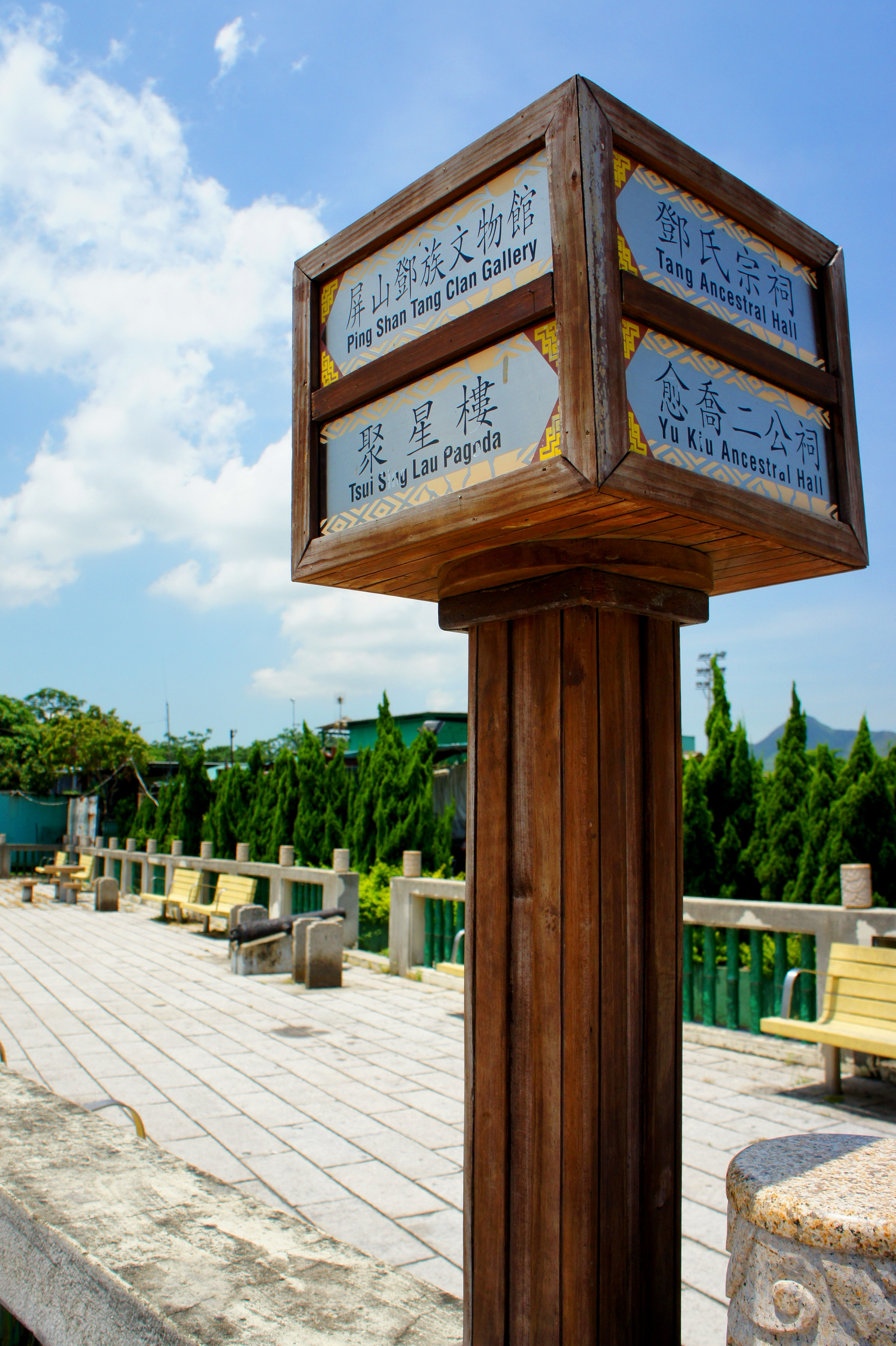
一個在鄧氏宗祠前面廣場的屏山文物徑指示牌

除了上述被列入屏山文物徑的文物外，該區還有幾處古舊建築，包括：
- 若虛書室
- 聖軒公家塾
- 仁敦岡書室
- 達德公所
- 秀才故居
- 五桂堂

文物徑沿途設有路標和石刻為參觀者引路，並設置資料板介紹古蹟的背景。以上古蹟有部份正在維修中。
2021年12月，香港城市規劃委員會批准社會企業「要有光」在屏山文物徑對開的三幅地皮興建社會房屋「光村」，使原居民封閉屏山文物徑，在門口張貼通告稱「由於政府帶頭破壞文物保育，鄧氏宗族決定全面封閉文物徑」，拉上膠帶及鎖門，以作抗議。因為屏山鄧族文物館暨文物徑訪客中心屬政府物業，所以繼續對外開放。古蹟辦發言人指出屏山文物徑上其他的歷史建築或構築物皆由私人擁有，業權人可決定是否開放其擁有的建築物予公眾參觀，但是又指出古蹟辦與業權人代表就屏山文物徑重開的可行性保持緊密聯繫，並且會繼續安排人員巡視文物徑上的法定古蹟和歷史建築，確保建築物得到合適的保護。

## 外部連結
- 屏山文物徑 （页面存档备份，存于） — 古物古蹟辦事處
- 屏山文物徑 （页面存档备份，存于） — 含大量圖片
- 屏山文物徑
- 走進屏山 看香港歷史滄桑 （页面存档备份，存于）